# Proceratophrys avelinoi
Proceratophrys avelinoi és una espècie de granota que viu a l'Argentina, el Brasil i, possiblement també, al Paraguai.
Està amenaçada d'extinció per la pèrdua del seu hàbitat natural.